# Rawle Marshall
Rawle Junior Kalomo Marshall (Georgetown, 20 febbraio 1982) è un ex cestista guyanese con cittadinanza statunitense.

## Statistiche

### College
| Anno      | Squadra             | PG  | PT | MP   | TC%  | 3P%  | TL%  | RP  | AP  | PRP | SP  | PP   |
| --------- | ------------------- | --- | -- | ---- | ---- | ---- | ---- | --- | --- | --- | --- | ---- |
| 2000-2001 | Ball St. Cardinals  | 13  | 0  | 6,5  | 47,6 | 0,0  | 78,6 | 1,2 | 0,2 | 0,2 | 0,2 | 2,4  |
| 2002-2003 | OU Golden Grizzlies | 28  | 28 | 34,8 | 44,1 | 25,5 | 77,0 | 6,6 | 2,8 | 2,9 | 1,5 | 18,1 |
| 2003-2004 | OU Golden Grizzlies | 30  | 29 | 34,9 | 45,3 | 38,9 | 67,8 | 4,5 | 2,0 | 2,0 | 0,7 | 17,6 |
| 2004-2005 | OU Golden Grizzlies | 32  | 31 | 36,2 | 44,0 | 29,5 | 73,1 | 7,7 | 2,2 | 1,8 | 1,3 | 19,9 |
| Carriera  | Carriera            | 103 | 88 | 31,7 | 44,5 | 31,1 | 72,7 | 5,7 | 2,0 | 2,0 | 1,0 | 16,5 |

### NBA

#### Regular season
| Anno      | Squadra          | PG | PT | MP   | TC%  | 3P%  | TL%  | RP  | AP  | PRP | SP  | PP  |
| --------- | ---------------- | -- | -- | ---- | ---- | ---- | ---- | --- | --- | --- | --- | --- |
| 2005-2006 | Dallas Mavericks | 23 | 9  | 10,5 | 40,0 | 33,3 | 75,9 | 1,3 | 0,4 | 0,3 | 0,3 | 3,1 |
| 2006-2007 | Indiana Pacers   | 40 | 2  | 9,0  | 36,0 | 22,2 | 68,9 | 0,7 | 0,3 | 0,3 | 0,1 | 2,5 |
| Carriera  | Carriera         | 63 | 11 | 9,6  | 37,6 | 23,8 | 71,6 | 1,0 | 0,4 | 0,3 | 0,2 | 2,7 |

## Palmarès
- Campionato rumeno: 1

Asesoft Ploiesti: 2013-14
- Semaine des As: 1

ASVEL: 2010
- Eurocup: 1

Valencia: 2009-10